# Lliga del Treballador Irlandès
La Lliga del Treballador Irlandès (Irish Worker League, IWL) fou un partit polític de l'Estat Lliure d'Irlanda d'ideologia comunista fundat el 1923 per James Larkin, antic dirigent del Partit Laborista d'Irlanda.
El juliol de 1924 Larkin va participar en el V Congrés de la Komintern celebrat a Moscou, i en fou escollit membre del comitè executiu. Inicialment, però, no era organitzat com a partit polític i s'encarregà de recollir diners per als presoners republicans de la guerra civil irlandesa. Va enrolar alguns membres a l'Escola Lenin de Moscou i el 1927 va elaborar un programa polític que li va permetre James Larkin ser elegit diputat per Dublín Nord a les eleccions al Dáil Éireann de setembre de 1927, però va perdre l'escó poc després a causa d'una acusació de difamació contra ell que va presentar el dirigent laborista William O'Brien.